# خط راه‌آهن سریع سایتاما
خط راه آهن سریع سایتاما (به ژاپنی: 埼玉高速鉄道線, Saitama Kōsoku Tetsudō sen)، یک خط حمل و نقل سریع زیرزمینی یا مترو در ژاپن است که توسط شرکت راه‌آهن سایتاما اداره می‌شود. این پروژه توسط استان سایتاما، دولت‌های شهری محلی و شرکت متروی توکیو تأمین می‌شود، ادامه خط نامبوکوی متروی توکیو را تشکیل می‌دهد که از ایستگاه آکابانه-ایوابوچی در توکیو شروع می‌شود. و به ایستگاه اوراوا-میسونو در سایتاما (شهر) ختم می‌شود.